# 那年七歲
〈那年七歲〉是丹麥流行樂團盧卡斯葛拉漢樂團的歌曲，作為其第二張同名錄音室專輯的第三支單曲，由哥本哈根唱片於2015年9月18日釋出。這首歌由盧卡斯·福克哈默、斯特凡·福雷斯特、莫頓·里斯托和莫頓·「皮洛」·皮勒加德共同創作，後兩者也是製作人。〈那年七歲〉是一首以成長為命題的靈魂流行歌曲，歌詞融入主唱福克哈默對兒時的回顧和未來的展望。
商業方面，單曲成功登上世界各地的音樂排行榜，在冰島、義大利、奧地利、紐西蘭等國家與地區奪下冠軍。根據國際唱片業協會統計，〈那年七歲〉是2016年全球第七暢銷的歌曲，下載和串流次數合計達1040萬。2017年，〈那年七歲〉獲得第59屆葛萊美獎「年度製作」、「年度歌曲」和「最佳流行組合/團體表演」三項大獎提名。

## 背景與製作
據主唱盧卡斯·福克哈默所述，〈那年七歲〉是一首總結了他目前生命歷程的作品，其中包含他未來想要實現的目標。他表示自己升格人父後，開始領悟到做好父親的本分為現階段的首要目標，期望自己能成為孩子心目中的完美老爸。
歌曲以「成長」為命題，融入主唱福克哈默對兒時的回顧和未來的展望。貫穿歌曲頭尾的「那年七歲」（Once I was 7 years old）一句源自有天福克哈默躺在錄音室沙發上小睡時，被製作人彈奏鋼琴吵醒所突發奇想。隨後他和其他團員延續此概念，順勢寫出其25、30到60歲，環遊世界、唱片大賣並成為人父的故事。之中許多事情都尚未發生，但隨著樂團走紅這些猜想均一一兌現。歌曲結尾，福克哈默唱道他很快就要60歲了，而他的父親只活到61歲，就此整首歌曲達到情感高潮。
〈那年七歲〉是一首受嘻哈影響的靈魂流行歌曲，以120BPM的g小調創作，遵循Gm-Bb-Eb-F的和弦進程，並伴有中速鋼琴、強節奏打擊樂、幻燈片放映機聲以及合成器弦樂。從結構上看，歌曲並沒有明顯的的記憶點，而是以旋律來帶動。

## 專業評價
丹麥報紙《日德蘭郵報》評論員安德斯·胡默勒·湯姆森將歌曲與披頭四樂團的〈When I'm Sixty-Four〉類比，稱「當童年和青春的白日夢突然被退休的憂鬱取代時，〈那年七歲〉用生命的轉瞬即逝點燃了故事。葛拉漢在甜蜜的多愁善感和令人心碎的同理心之間找到自己的道路，就像年輕的麥卡尼一樣，葛拉漢也有類似的本領來製作強力膠似的副歌。」
反之，《時代》雜誌將〈那年七歲〉評選為2016年最糟糕的十首歌曲之一，寫道：「祝你好運，解釋了這首（是的，朗朗上口的）耐嚼、曇花一現的當代流行搖滾謠曲，讓聽眾嚮往像魔力紅這類真善美的樂團。」

## 商業成績
在美國，〈那年七歲〉於2016年2月6日當週亮相《告示牌》百大單曲榜第96位，後於4月9日奪下榜單季軍，成為自1961年的約爾根·因格曼〈Apache〉以來排名最高的丹麥歌曲，以及樂團第一支進入百大單曲榜的歌曲。這一名次保持四週，直到被蕾哈娜和德雷克的〈加把勁〉和迪赞纳的〈Panda〉拉下寶座。歌曲同時還以26,000份的銷售量空降美國數位歌曲榜，位居第28名。2016年，〈那年七歲〉在全美總計賣出208.9萬張，是當年度第四暢銷的歌曲。這一成績是自2012年高堤耶的〈熟悉的陌生人〉以來，外國藝人在美國取得的最大成功。
2016年2月12日，〈那年七歲〉登上英國單曲榜一位，當週共售出105,000份（包括365萬串流），成為自水叮噹1998年的〈Turn Back Time〉以來由丹麥樂團演唱的冠軍單曲。3月11日，〈那年七歲〉連續五週排名第一，成為丹麥藝人霸榜最久的冠軍單曲。3月18日，麥克·波斯納的〈I Took a Pill in Ibiza〉以多出261份銷量的優勢取代〈那年七歲〉成為榜首。這首歌是2016年英國最暢銷的歌曲，當年共售出856,559份，儘管串流量落後於德雷克的〈One Dance〉的195萬次，以149萬屈居第二。
〈那年七歲〉同樣於澳洲唱片業協會單曲榜奪冠，使得盧卡斯葛拉漢樂團成為自Cut 'N' Move（〈Give It Up〉）、水叮噹（〈Barbie Girl〉〈Doctor Jones〉），第三組在該榜奪冠的丹麥藝人。截至2016年4月11日，〈那年七歲〉連續八週位居龍頭，重寫了水叮噹在1997–98年憑藉〈Doctor Jones〉創下的七週冠軍紀錄，成為丹麥藝人霸榜時間最長的冠軍單曲。

## 曲目清單
| 數位下載 | 數位下載 | 數位下載 |
| 曲序     | 曲目     | 时长     |
| -------- | -------- | -------- |
| 1.       | 7 Years  | 3:59     |

| 12英吋黑膠唱片 | 12英吋黑膠唱片        | 12英吋黑膠唱片 |
| 曲序           | 曲目                  | 时长           |
| -------------- | --------------------- | -------------- |
| 1.             | 7 Years（專輯版本）   | 3:57           |
| 2.             | 7 Years（丹麥現場版） | 4:07           |

## 排行榜
| 榜單（2015–2016年）                    | 峰值 |
| -------------------------------------- | ---- |
| Argentina (Monitor Latino)             | 6    |
| 澳大利亚（澳大利亚唱片业协会單曲榜）   | 1    |
| 奥地利（Ö3四十强单曲榜）               | 1    |
| 比利时佛兰德（Ultratop五十强单曲榜）   | 1    |
| 比利时瓦隆（Ultratop五十强单曲榜）     | 4    |
| Brazil (Billboard Hot 100)             | 4    |
| 加拿大（Canadian Hot 100）             | 1    |
| 捷克（電台百強單曲榜）                 | 2    |
| 捷克（百強數位單曲榜）                 | 1    |
| 丹麥（Hitlisten单曲榜）                | 1    |
| Ecuador (National-Report)              | 19   |
| Europe (Euro Digital Songs)            | 1    |
| 芬兰（芬蘭官方單曲榜）                 | 5    |
| 法国（法國唱片出版業公會單曲榜）       | 5    |
| 德国（德國官方單曲榜）                 | 6    |
| 匈牙利（四十强电台榜）                 | 6    |
| 匈牙利（四十強串流榜）                 | 3    |
| 匈牙利（四十強單曲榜）                 | 3    |
| Iceland (Tonlist)                      | 1    |
| 愛爾蘭（愛爾蘭唱片音樂協會单曲榜）     | 1    |
| 以色列（媒体森林电台榜）               | 2    |
| 意大利（意大利音乐产业联盟单曲榜）     | 1    |
| Latvia (Latvijas Top 40)               | 2    |
| Luxembourg Digital Songs (Billboard)   | 2    |
| 荷兰（荷蘭四十強單曲榜）               | 1    |
| 荷兰（百强单曲榜）                     | 3    |
| 新西兰（新西兰唱片音乐协会单曲榜）     | 1    |
| 挪威（世道單曲榜）                     | 4    |
| 波蘭（波蘭百大電台榜）                 | 2    |
| 葡萄牙（葡萄牙唱片業協會单曲榜）       | 2    |
| 蘇格蘭（官方榜单公司單曲榜）           | 1    |
| Serbia (Radiomonitor)                  | 5    |
| 斯洛伐克（電台百強單曲榜）             | 3    |
| 斯洛伐克（百強數位單曲榜）             | 2    |
| Slovenia (SloTop50)                    | 1    |
| 南非（非洲娛樂監測单曲榜）             | 6    |
| South Korea International Chart (Gaon) | 63   |
| Spain (PROMUSICAE)                     | 3    |
| 瑞典（瑞典最熱榜）                     | 1    |
| 瑞士（瑞士热门音乐榜）                 | 3    |
| 英國（官方榜单公司單曲榜）             | 1    |
| 美国（《告示牌》百大單曲榜）           | 2    |
| 美國（《告示牌》成人當代單曲榜）       | 2    |
| 美國（《告示牌》Adult Pop Airplay）    | 1    |
| 美國（《告示牌》Pop Airplay）          | 1    |
| 美國（《告示牌》Rhythmic Songs）       | 33   |
| 美國（《告示牌》Rock Airplay）         | 24   |

| 榜單（2015年）                       | 峰值 |
| ------------------------------------ | ---- |
| Sweden (Sverigetopplistan)           | 21   |
| 榜單（2016年）                       | 峰值 |
| Argentina (Monitor Latino)           | 84   |
| Australia (ARIA)                     | 3    |
| Austria (Ö3 Austria Top 40)          | 16   |
| Belgium (Ultratop Flanders)          | 4    |
| Belgium (Ultratop Wallonia)          | 40   |
| Brazil (Brasil Hot 100)              | 40   |
| Canada (Canadian Hot 100)            | 7    |
| Denmark (Tracklisten)                | 8    |
| Germany (Official German Charts)     | 22   |
| Hungary (Single Top 40)              | 19   |
| Israel (Media Forest)                | 9    |
| Italy (FIMI)                         | 9    |
| Netherlands (Dutch Top 40)           | 13   |
| Netherlands (Single Top 100)         | 10   |
| New Zealand (Recorded Music NZ)      | 2    |
| Poland (ZPAV)                        | 20   |
| Slovenia (SloTop50)                  | 12   |
| Sweden (Sverigetopplistan)           | 26   |
| Switzerland (Schweizer Hitparade)    | 6    |
| UK Singles (Official Charts Company) | 2    |
| US Billboard Hot 100                 | 12   |
| US Adult Contemporary (Billboard)    | 10   |
| US Adult Top 40 (Billboard)          | 10   |
| US Mainstream Top 40 (Billboard)     | 22   |
| 榜單（2017）                         | 峰值 |
| Hungary (Rádiós Top 40)              | 31   |
| 榜單（2019年）                       | 峰值 |
| Portugal (AFP)                       | 889  |

| 榜單（2010–2019年）                  | 峰值 |
| ------------------------------------ | ---- |
| Australia (ARIA)                     | 65   |
| UK Singles (Official Charts Company) | 30   |

## 銷量認證
</ref>}}
| 地區                                     | 认证    | 认证单位/销量 |
| ---------------------------------------- | ------- | ------------- |
| 澳大利亚（澳大利亚唱片业协会）           | 6× 白金 | 420,000‡      |
| 奥地利（國際唱片業協會奧地利分會）       | 金      | 15,000‡       |
| 比利时（比利時唱片音樂協會）             | 2× 白金 | 60,000‡       |
| 加拿大（加拿大音乐协会）                 | 钻石    | 800,000‡      |
| 丹麦（國際唱片業協會丹麥分會）           | 6× 白金 | 540,000‡      |
| 法国（法國唱片出版業公會）               | 钻石    | 233,333‡      |
| 德国（聯邦音樂產業協會）                 | 3× 金   | 600,000‡      |
| 意大利（意大利音乐产业联盟）             | 5× 白金 | 250,000‡      |
| 荷兰（荷蘭音像製品製作與進口協會）       | 白金    | 30,000‡       |
| 新西兰（新西兰唱片音乐协会）             | 3× 白金 | 0*            |
| 波兰（波蘭音像製造商協會）               | 4× 白金 | 80,000‡       |
| 葡萄牙（葡萄牙唱片業協會）               | 白金    | 10,000‡       |
| 西班牙（西班牙音樂製作協會）             | 2× 白金 | 80,000‡       |
| 瑞典（瑞典唱片業協會）                   | 8× 白金 | 320,000‡      |
| 瑞士（國際唱片業協會瑞士分会）           | 金      | 15,000‡       |
| 英国（英国唱片业协会）                   | 4× 白金 | 2,400,000‡    |
| 美国（美國唱片業協會）                   | 7× 白金 | 2,118,000     |
| *僅含認證的實際銷量 ‡僅含認證的+實際銷量 |         |               |

## 發行歷史
| 地區 | 日期           | 格式     | 唱片公司     |
| ---- | -------------- | -------- | ------------ |
| 丹麥 | 2015年9月18日  | 數位下載 | 哥本哈根唱片 |
| 全球 | 2015年10月22日 | 數位下載 | 華納兄弟     |